# Войниловичи
Войнило́вичи (бел. Вайніловічы; лит. Vainilavičiai, Vainilaičiai; пол. Wojniłowicze, Wojniłłowicze, Woyniłowicze, Woyniłłowicze) — белорусский литвинский дворянский род герба Сырокомля с изменением. Является одним из древнейших шляхетских родов Великого княжества Литовского.

## Происхождение и история рода
Родоначальник их, Федко Войнилович, пожалован в 1451 году поместьями в Городецком уезде. В XVI веке род разделился на 2 ветви.
Троян-Станислав Войнилович (ум. 1674) был войским и подкоморием новогрудским, а брат его Фома был (1659) подстолием новогрудским. Михаил Войнилович, монах-доминиканец (ум. 1681), пользовался некоторой известностью как писатель-богослов. Род этот внесен в VI часть родословной книги Гродненской и Минской губерний. — От него происходит еще несколько ветвей. Одна из них, глава которой, полковник Самуил Ярошевич Войнилович, отличился в борьбе против турок под Веной в 1683 году, внесена в I часть родословной книги Минской губернии.
Четыре другие ветви записаны в VI часть родословной книги Минской губернии и в I часть родословной книги губ. Волынской, Минской и Могилёвской.
Представители рода занимали различные должности в местной администрации Великого княжества Литовского, имели земельные владения в мозырском (савичско-пузовская линия, XVII в.), Пинском (мокранская линия, XIX в.), Новогрудском (няньковская линия, XIX в.) поветах.
Наиболее известны также: Троян, подчаший мстиславский (1648); Лев Казимир, подчаший слонимский (1648); Людвик, стольник мозырский (1661); Томаш, секретарь королевский, хоружий волковысский, сеймовый посол (1662); Станислав, мечник лидский; Крыштоф (1649—?), подчаший мозырский, стольник мозырский (1688); Франтишек, подчаший мозырский; Ян, подвоевода новогрудский; Павел, подчаший слонимский; Себастьян, стольник мозырский; Томаш, подстолий новогрудский; Стефан, подстолий слонимский; Адам, конюший новогрудский, подкормий, сеймовый посол; Ян, подкормий слуцкий; Антоний (1773—1885), маршалок шляхты Слуцкого повета; Тадеуш (1804—1878), маршалок шляхты Слуцкого повета; Николай, доктор теологии; Юзеф, маршалок шляхты Новогрудского павета; Юзеф, маршалок шляхты Слуцкого павета (1863—1875); Ксаверий Эдвард (псевд. Яцек Бурчимуха), польский поэт, переводчик произведений А. С. Пушкина на польский язык.

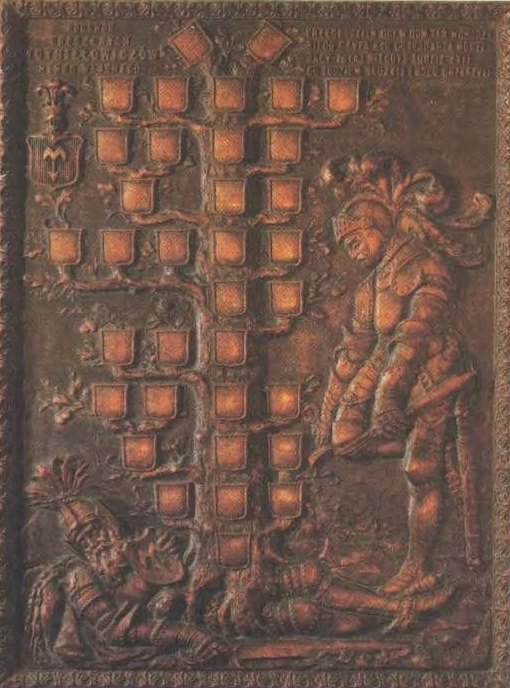
Генеалогическое дерево Войниловичей

### Мокранская линия
Начало мокранской линии Войниловичей положил Николай Войнилович — хоружий пинской хоругвии, когда примерно со второй половины XVIII века деревня Мокраны стала его собственностью. Один из его сыновей — Ксаверий, был капитаном войск польских и участвовал в наполеоновской кампании, был удостоен ордена Почётного легиона и Виртути Милитари. В Мокранах Ксаверий заложил усадьбу в классическом стиле, которая перешла по наследству к его сыну Иосифу (Юзефу), маршалку шляхты слуцкой. Имение после его смерти поделили его сыновья Ксаверий, Аполлинарий и Людвик. Мокраны достались в наследство Ксаверию (1863—1923). Его сын — Иосиф, являлся последним владельцем усадьбы, а в 1939 году был репрессирован большевиками (вывезен предположительно в Красноярск, где умер в годы Второй мировой войны).

## Известные представители
- - Троян Войнилович, подчаший мстиславский (1648);
  - Лев Казимир Войнилович, подчаший слонимский (1648);
  - Людвик Войнилович, стольник мозырский (1661);
  - Фома Войнилович, секретарь королевский, хоружий волковысский, сеймовый посол (1662);
  - Станислав Войнилович, меченосец лидский;
  - Кристоф Войнилович (1649—?), подчаший, стольник мозырский (1688);
  - Франциск Войнилович, подчаший мозырский;
  - Ян Войнилович, подвоевода новогрудский;
  - Павел Войнилович, подчаший слонимский;
  - Себастьян Войнилович, стольник мозырский;
  - Томаш Войнилович, подстолий новогрудский;
  - Стефан Войнилович, подстолий слонимский;
  - Адам Войнилович, конюший новогрудский, подкоморий, сеймовый посол
  - Ян Войнилович, подкоморий слуцкий;
  - Николай Войнилович, доктор теологии
  - Иосиф Николаевич Войнилович, новогрудский уездный предводитель
  - Ксаверий Эдвард Войнилович, поэт (псевдоним Яцек Бурчымуха), переводчик произведений А. С. Пушкина на польский язык
  - Войнилович, Габриэль (?—1663) — польский полковник; участвовал в боях против казаков (во время восстания Хмельницкого 1648—1654 годов), русских (во время русско-польской войны 1654—1667 годов) и шведов (во время польско-шведской войны 1655—1660 годов). К его памятной книге «Vade mecum» обращался известный польский писатель Генрик Сенкевич, для написания исторической трилогии «Огнём и мечом», «Потоп» и «Пан Володыёвский»[1].
  - Войнилович, Ромуальд (1714—1763) — деятель католической церкви в Великом княжестве Литовском.
  - Войнилович, Антон Станиславович (1801—1845) — подпоручик Черниговского пехотного полка, из дворян Гродненской губернии. Участвовал в восстании Черниговского полка, организованного декабристами.
  - Войнилович, Иосиф Николаевич (1860—1890) — революционер-народник, публицист, из дворян Могилёвской губернии.
  - Войнилович, Эдвард (1847—1928) — белорусский и польский политический и общественный деятель конца XIX — начала XX веков, инициатор строительства костёла св. Симона и Елены в Минске.
  - Антон Адамович Войнилович (1771-1855), слуцкий уездный предводитель (1811-1818)
  - Тадеуш Антонович Войнилович (1804-1878), слуцкий уездный предводитель (1845-1863)
  - Адам Антонович Войнилович (1806-1874)
  - Ядвига Адамовна Войнилович (Костровицкая) (1864-1935)
  - Станислав (Вячеслав) Войнилович (1977-), юрист, священнослужитель; официально подтвержденный Национальным историческим архивом Беларуси (НИАБ) современный представитель одной из ветвей дворянского рода, внесенной в шестую часть родословной книги Минской губернии[9] [10]